# Aspalathus puberula
Aspalathus puberula là một loài thực vật có hoa trong họ Đậu. Loài này được (Eckl. & Zeyh.) Dahlgren miêu tả khoa học đầu tiên năm 1988.